# Notodasus dexterae
Notodasus dexterae är en ringmaskart som beskrevs av Fauchald 1973. Notodasus dexterae ingår i släktet Notodasus och familjen Capitellidae. Inga underarter finns listade i Catalogue of Life.